# Kościół poewangelicki w Jedlinie-Zdroju
Kościół poewangelicki – dawna świątynia protestancka należąca obecnie do rzymskokatolickiej parafii Trójcy Świętej.
Jest to budowla murowana wzniesiona w latach 1861–1863. Została zbudowana w stylu architektury berlińskiej, która była inspirowana włoską architekturą romańską. Wnętrze świątyni jest inspirowane wnętrzami bazylik starochrześcijańskich. Autor projektu kościoła jest nieznany. W pracach budowlanych uczestniczyli wałbrzyscy budowniczowie bracia Silber oraz wałbrzyski cieśla Mayer. Carl Krister, właściciel Jedlinki oraz uzdrowiska przeznaczył na wybudowanie świątyni 5000 talarów w złocie, a jego żona Teresa Krister ufundowała zegar kościelny. Świątynia posiada wysoką 45-metrową wieżę.

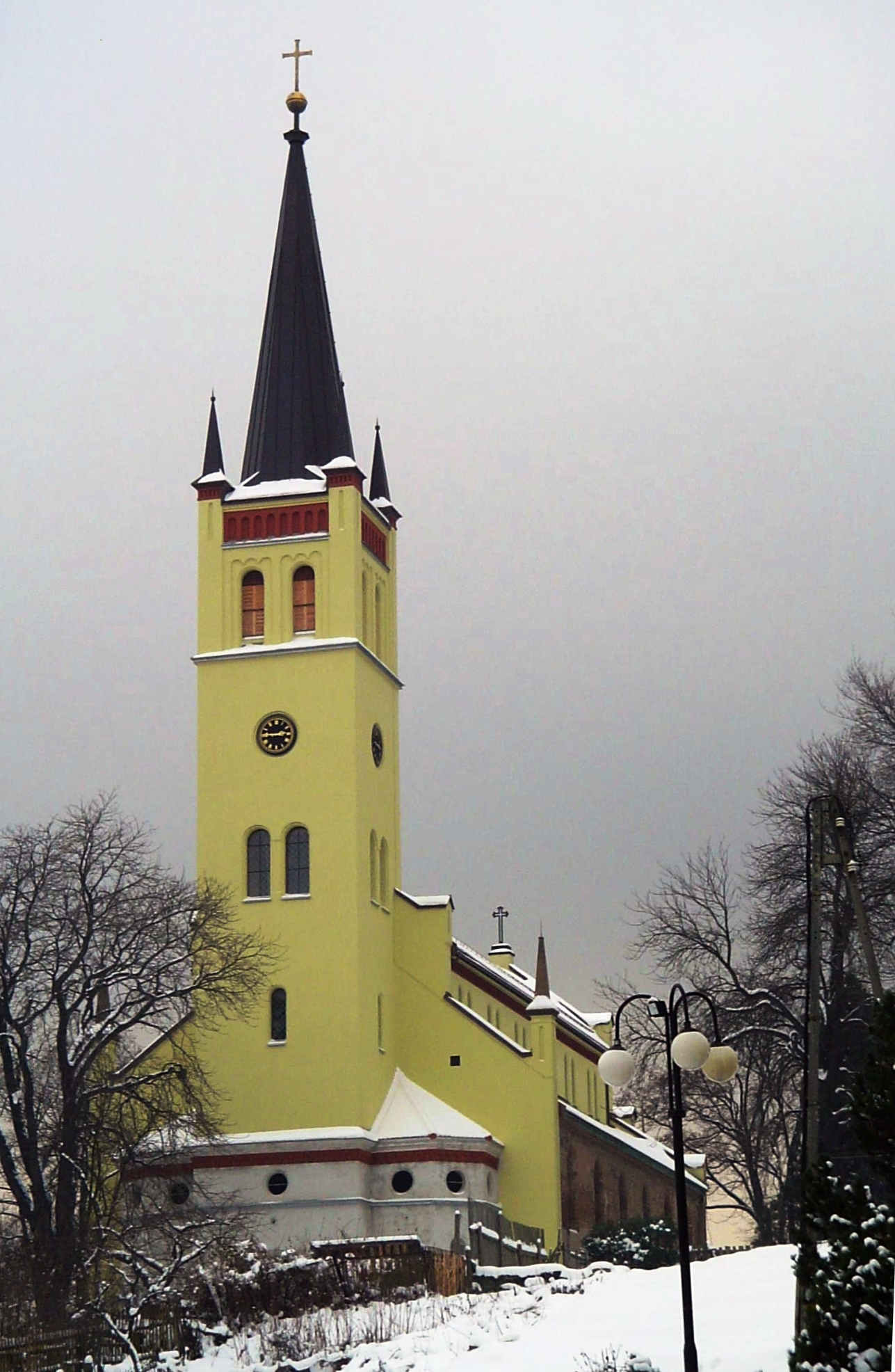
Wieża kościoła

Po 1945 roku liczba członków gminy ewangelickiej w Jedlinie-Zdroju gwałtownie się zmniejszała. 9 maja 1976 roku w świątyni odprawione zostało ostatnie nabożeństwo. 12 lipca 2001 roku Kościół Ewangelicko-Augsburski w RP przekazał kościół w formie darowizny rzymskokatolickiej parafii Trójcy Świętej.